# Превазилажење дормантности семена
Витално семе које не клија у повољним условима средине назива се дормантним. Узроци дормантности могу да буду егзогене или ендогене природе. Егзогене природе је физичка, хемијска и/или механичка дормантност, а ендогене су морфолошка, физиолошка и морфофизиолошка дормантност. У природи ови различити облици дормантности превазилазе се хладним и влажним условима средине, сменом топлих и хладних периода, радом микроорганизама или проласком кроз цревни тракт хербивора.
У биљној производњи дормантност је понекад толики проблем да се генеративно размножавање замењује вегетативним, али се чешће у пракси дормантност отклања неком од многобројних метода које се међусобно разликују у зависности од порекла сметњи у клијању. Такође је врло важно да се код двоструких или вишеструких дормантности примене поступци који отклањају сваку дормантност посебно. Тако нпр. код физичкофизиолошке дормантности треба отклонити проблем непропусне семењаче – скарификацијом, а онда и физиолошки инхибирајући механизам – хладном стратификацијом.

## Методе за отклањање физичке дормантности

### Скарификација

#### Хемијска скарификација (дигестија)
Хемијска скарификација обавља се у концентрованој (95%) сумпорној киселини у трајању од 20 минута за већину врста, мада семе неких врста (Rhus) може да се третира и до 6 сати. На већем броју врста (Acacia decurrens (J. C. Wendl) Willd., Acacia melanoxylon R. Br., Gleditschia triacanthos L., Gymnocladus dioicus (L.) K. Koch., Cercis siliquastrum L., Ceratonia siliqua L., Cytisus scoparius (L.) Link, Laburnum anagyroides Medik., Petteria ramentacea (Sieber) K. B. Presl, Robinia pseudoacacia L., Sophora japonica L., Rhus typhina L., Rhus aromatica Ait., Cotinus coggygria Scop., и Koelreuteria paniculata Laxm.) дејство сумпорне киселине различито се исољило. Са изузетком јудиног дрвета, рујева и келреутерије где због двоструке дормантности није дошло до клијања у већем степену, киселина је испољила позитивно дејство ако се семе у њу потапа од 30-60 минута.
Због разлика у пропустљивости семењаче појединих партија семена, које настају под утицајем генетских и еколошких фактора, као и поступцима у периоду од сакупљања до сетве, оптималну дужину третмана треба одредити за сваку партију помоћу теста бубрења. Тестом се утврђује степен пропустљивости семењаче потапањем семена у воду на собној температури до 10 дана, када се утврђује проценат набубрелих зрна. Степен повреда ембриона од третмана киселином је у директној пропорцији са степеном пропустљивости семењаче. После добро изведена скарификације киселином семењача има тамну мат боју и није дубоко избраздана; сјајна и глатка семењача, са једне стране, или дубоко избраздана семењача и видљиво језгро семена, са друге, знаци су прекратког или предугог третмана. Због мера предострожности у раду са сумпорном киселином препоручује се следећа процедура:
1. Дозволити да се температура семена изједначи са температуром просторије (посебно важно за семе чувано на ниским температурама);
2. одмери се двоструко већа маса киселине у односу на семе;
3. семе се добро промеша у стакленој посуди;
4. семе се прелива концентрованом сумпорном киселином (не убацивати семе у посуду са киселином јер ако је семе влажно развиће се термичка реакција карактеристична за додавање воде у киселину) држати на 18-27оС потребно време уз повремено пажљиво мешање стакленим штапићем;
5. извадити семе из киселине и одмах испрати у кречној води 10-60 мин, а затим детаљно под млазом текуће хладне воде 5-10 минута;
6. киселост проверити лакмус папиром;
7. избрисати и осушити семе папирнатим убрусом, или га користити мокро ако се одмах сеје.

#### Механичка скарификација
Механичка скарификација може се обавити различитим ручним алатом или апаратима – скарификаторима. У поређењу са хемијском скарификацијом, механичка обично даје боље резултате јер непосредно отклања баријеру за продор воде и гасова. Огледи са гвозденим дрветом, софором и зечњаком указује на релативно узак распон времена од 15 до 240 минута у коме је поступак применe концентроване H2SO4 ефикасан, и то увек у мањој мери него код механичке скарификације Семе жукве скарификовано турпијом исклијало је 92,5% за 25 дана на навлаженом филтер папиру, док је неоштећено семе имало клијавост 94,25% после 375 дана. Calycotome spinosa Link има још јачу семењачу која је искључиви разлог дормантности на шта указује проценат исклијавања нескарификованог семена од 24,75% за 1798 дана, док семе озлеђене семењаче исклија 73% за 8 дана.

### Третмани водом
Потапање у врелу воду се користи за повећање пермеабилности семењаче врста са физичком дормантношћу. Семе се потапа у воду запремине 2-5 пута веће од запремине семена, чија је температура 80-100оC и остаје у води која се постепено хлади одређено време у зависности од врсте. За изразито тврдо семе (багрем, гледичија) примењује се преливање кипућом водом + 12 до 24h у млакој води. На успешност третмана највише утиче температура воде у моменту потапања семена. Кување семена је доста рискантно, а остављање семена 1-2 дана у хладној води добро је за све врсте семена нарочито за старо, али обично недовољно за тврдо семе. 
У огледима са багремом, гледичијом, Јудиним дрветом и негњилом ово се потврђује, потапање у хладној води од 2 до 10 дана давало је мали број исклијалих зрна (до 8% код гледичије и багрема и до 18% код негњила). Држање семена извесно време (3-30 мин) у врелој води показало се успешним само за негњил, док је кување семена од 10 до 60 sec стимулативно за гледичију (40%) и багрем (32%). Кувања дужа од 1 минута потпуно су убијала клицу. 

### Симулација пожара
Семе акација и неких других врста са дормантним омотачем могу се стимулисати да исклијају симулацијом пожара. Семе се посеје у глинене саксије, а на површини супстрата запали се слама или суво лишће и гранчице, и ватра одржава 2-3 минута. Метод је рискантан јер се интензитет топлоте не може контролисати. По хлађењу пепела саксије се залију и одржавају као и остали контејнери у којима је извршена сетва.
Код појединих представника фамилија Rutaceae, Thymelaeaceae, Myrtaceae пореклом из Аустралије запажено је да ватра не утиче на отклањање дормантности само високом температуром већ и одређеним сасојцима дима па је симулација пожара модификована тако што се семе излаже диму или "димној води". Димна вода се добија пропуштањем мехурића дима кроз воду око 60 минута, после чега се замрзава до коришћења. Семе се третира димном водом 12 сати у раствору вода-димна вода 9:1.

## Методе за отклањање хемијске дормантности

### Испирање
Испирање је основни метод за отклањање хемијске дормантности код Iris spp, на пример, или код семена многих пустињских врста, где се инхибиторне материје испирају из ендосперма. Код њих постоји тачна мера испирања, која одговара обилном кишама. Код недовољног испирања семе остаје дормантно. 

### Сакупљање семена уфизиолошкој зрелости
Пошто су код врста са хемијском дормантношћу инхибиторне материје присутне у ембриону тек када је потпуно зрео, јер продиру из сочних делова када плод омекша у последњој фази сазревања, семе сакупљено у доба физиолошке зрелости, екстракција и неодложна сетва могу да дају добре резултате. Оправдано је код родова: Chaenomeles, Malus, Pyrus, Rosa... због инхибиторне (хемијске) или сложене дормантности.

## Методе за отклањање механичке дормантности
Пошто је механичка дормантност увек део сложенијег облика дормантности, обично је третман примењен за облик који је удружен са механичком дормантношћу довољан да се отклони и механичка сметња клијању. Тако, топло хладна стратификација даје добре резултате код механичкофизиолошке, механичкоморфолошке и механичкоморфолошкофизиолошке дормантности, као и сакупљање семена у физиолошкој зрелости и рана јесења сетва. 

## Методе за отклањање морфолошке дормантности

### Топла стратификација
За савлађивање морфолошке дормантности користи се топла стратификација. Помоћу овог метода недозрели ембрион развија се до потпуне зрелости деобама и елонгацијом ћелија. Пошто је морфолошка дормантност увек праћена физиолошком, то се топла стратификација никада не предузима изоловано, већ је увек прва, краћа, фаза топло-хладне стратификације.

## Методе за отклањање физиолошке дормантности

### Хладна стратификација
За превазилажење физиолошке дормантности, семе се подвргава хладној стратификацији. На овај начин третирано семе обично клија брзо и здружено у доста широком опсегу услова светлости и температуре. Три неопходна услова за задовољавајућу хладну стратификацију су одређени ниво влаге (без "мокрих" услова), ниска температура 0-5оC (зависно од врсте), адекватна еарација. Хладна стратификација постиже се коришћењем медијума који добро задржавају влагу (класична стратификација), или помоћу пластичних врећица (гола стратификација).
када 	Класична стратификација се обавља на следећи начин:
1. Навлажити супстрат (најчешће тресет) равномерно и, у већини случајева, потопити семе 1-2 дана у воду на собној температури. Пошто хладна вода садржи већи проценат кисеоника, од воде на собној температури, понекад је боље користити хладну воду и тиме у почетку снабдети ембрион кисеоником што може да да брже резултате стратификације;
2. стављати слојеве семена између слојева влажног супстрата у ретко ткане ланене вреће или подесну посуду;
3. затворити врећу (посуду) водећи рачуна о приливу кисеоника, али и о спречавању исушивања;
4. ставити врећу (посуду) на 0-5оC потребно време.

Овај поступак је добар за мање количине семена. За веће, стратификација се обавља у сандуцима или бурићима у хладним просторијама у мешавини песка и тресета. Велике количине семена стратификују се на отвореном у грубом кварцном испраном песку фракције 0,75-1,0 mm, у јамама обложеним жичаном мрежом (због глодара). У великим расадницима обично постоје бетонске дрениране јаме за стратификацију које се лако дезинфекцију.
Стратификација у пластичним врећама без супстрата, гола стратификација, је једноставна и ефикасна, али мора да се изведе исправно, како би се избегли штетни утицаји на семе. Најбоља је следећа процедура:
1. Потопити семе у воду на собној температури, или на температури 0-5оC, један до два дана зависно од врсте;
2. ставити оцеђено семе у пластичне врећице без медијума. Врећице не би смеле да буду дебље од 0,1 mm како би била обезбеђена аерација;
3. затворене врећице се стављају на 0-5оC потребно време, тако што се преврћу сваке недеље, а отварају и проветравају сваке две недеље када може да се испира чиме се евакуишу инхибиторне материје.

	Замена за пластичне вреће могу бити стаклене или пластичне посуде, посебно за мање количине семена. За дуже голе стратификације површина семена мора се благо исушивати да би се спречила појава плесни у стратификату. Ово посебно важи за семе јеле. Исушивање треба извршити пажњиво како се не би уклонила влага из унутрашњих ткива семена.
	Гола стратификација, као алтернатива, код многих врста показала се веома ефикасном. Тако код ароматичног руја и оскоруше, на пример, гола стратификација у поређењу са класичном не показује статистички оправдане разлике па је треба сматрати прикладнијим поступком за семе јер осуство супстрата смањује могућност контаминација патогеним микроорганизмима, а мање запремине посуда које садрже само семе много су прикладније за фрижидер. Код магнолије, међутим, гола стратификација не представља успешан сетвени предтретман.
	Специфичан облик голе стратификације примењује се код семена подлога за сортне руже Rosa canina 'Schmidts Ideal'. Семе сакупљено у периоду физиолошке зрелости стратификује се у пластичним врећама заједно са длачицама које окружују ахеније у хипантијуму. Истраживања су показала да је клијавост овако припремљеног семена за 5% (значајно) већа од семена класично стратификованог. 

### Хемијски третмани
Најчешће коришћене хемијске супстанце су калијумнитрат, лимунска киселина, борна киселина, водоник пероксид и фитохормони: гиберелини (GА) и цитокинини. Позитивна реакција на KNO3 је критеријум да семе неке врсте буде сврстано у категорију лаке физиолошке дормантности. 
Хормони нерастворљиви у води могу се растворити у малим количинама етанола, а затим се додаје дестилована вода до потребне запремине. Хемијски третмани могу бити врло штетни по семе ако се не употреби права концентрација и трајање. Утицај фитохормона на семе јудиног дрвета (Cercis siliquastrum L.) указује на могућност замене стратификације третманом гиберелинском киселином (GA3 500 mg/L), док комбинације са цитокининима и ауксинима нису ефикасне. Утицај се испољава само на 25оС док на 4оС семе остаје дормантно.
GА доводи до хидролизе и омекшавања ткива која окружују ембрион и на тај начин омогућују клијање. улога им је двострука:
- утичу у иницијалној индукцији ензима из хромозома и
- мобилизацији хранљивих материја.

Гиберелини се јављају у ембриону упоредо са инбибицијом, затим долази до њихове транслокације у омотач ендосперма где долази до индукције синтезе алфа-амилазе, ензима који разлаже скроб. Алфа-амилаза се премешта у ендосперм где доводи до разлагања скроба у просте шећере који тада мигрирају ка тачкама раста где служе као извор енергије за раст и развој.
Евидентно је, међутим, да третман гиберелинима код многих врста не може потпуно да замени стратификацију. Тако код мачца негативна реакција на KNO3 (свега 16% исклијалих зрна) јасно указује на тежи облик дормантности. Третман са GA3 подиже клијавост на 21%, семе стратификовано два месеца без GA3 има клијавост од 37%, а само GA3+двомесечна стратификација даје резултат од 79%.

## Методе за отклањање морфофизиолошке дормантности

### Топло-хладна стратификација
Ванг и сарадници наводе низ врста са морфофизиолошком дормантношћу код којих се препоручује топло-хладна стратификација. Код њих топла фаза (зависно од врсте) траје од 14-150 дана на температурама од 20-25оC (Carpinus betulus L., Crataegus monogyna Jacq., Juniperus virginiana L., Pinus korainensis Sieb. et Zucc., P. monticola Dougl., P. parviflora Sieb. et Zucc., Prunus avium L., P. cerasifera Ehrh., P. domestica L., P. laurocerasus L., Rosa spp, Sorbus spp.). Нешто ниже температуре (15оC) потребне су за семе Tilia cordata Mill. и Fraxinus excelsior L., док је семену Crataegus mollis (Torr. et A. Gray) Scheele потребна температура од 30оC.
Топло-хладна стратификација се примењује за врсте са физичкофизиолошком дормантношћу (поред оних које имају морфофизиолошку дормантност) када у топлој фази под утицајем микроорганизама долази до омекшавања семењаче.	Покушаји да се топло-хладна стратификација замени стратификацијом на температури између оне за хладну и топлу (+10оC), и пракса вишеструких прелаза са топле (15оC) на хладну (0оC) фазу и обрнуто коришћена у Русији за дафину, брадавичаву курику, крупнолисну липу иако скраћују рок нису нашле ширу примену.

### Сакупљање семена у физиолошкој зрелости
Сетва физиолошки зрелог семена представља, природну топло-хладну стратификацију па се може применити за врсте са тежим облицима физиолошке дормантности, морфофизиолошком или физичкофизиолошком дормантношћу. Ефикасна је за: липе, јавор, бели јасен, курике, жешљу... Попречни пресек семењаче семена ситнолисне липе сакупљеног у разним фазама зрелости указује на трансформацију палисадног слоја, чије ћелије одрвењавају и збијају се пред ступање у техничку зрелост градећи за воду непропусни слој. 

### Експлантирање ембриона и наклијавањеIN VITRO
Код врста које имају рудиментисани ембрион, и/или инхибиторе у ендосперму, вађење ембриона из ткива ендосперма и наклијавање на стерилним медијумима може бити ефикасна метода. Она се примењује код палми и орхидеја.

## Напомена
Код неких партија семена примена установљеног поступка може да да незадовољавајуће разултате због могућих физичких и физиолошких разлика партија подвргнутих третману за отклањање дормантности. Добро је, стога, ако време дозвољава, користити препоручени поступак као упутство за постављање више конфирмативних третмана пре главног са малим узорцима, што омогућава промене, ако су неопходне за третман који обухвата веће количине семена.